# Gerrit Boeijen
Gerrit Boeijen (Oss, 17 oktober 1917 - Den Haag, 10 januari 1983) was een Nederlands wielrenner. Hij reed zowel op de weg als op de wielerbaan. 
Boeijen was van 1937 tot 1953 actief als profwielrenner. Hij won in 1949 samen met Gerrit Schulte het Europees kampioenschap koppelkoers. Samen wonnen ze zes zesdaagsen waaronder die van Gent, Antwerpen, Brussel en Parijs.